# Hilde Böklen
Hilde Böklen (* 21. September 1897 in Stuttgart; † 17. Februar 1987 ebenda) war eine deutsche Malerin.

## Leben
Hilde Böklen war eine Tochter des Stuttgarter Architekten und Hochschullehrers Richard Böklen. Ihre Mutter stammte aus der Reutlinger Kaufmanns- und Schriftstellerfamilie Finckh. Ein Onkel war der Dichter Ludwig Finckh.
Hilde Böklen absolvierte das Töchterinstitut in Korntal. Ihr künstlerisches Talent wurde früh erkannt und von den Eltern gefördert. So konnte sie von 1913 bis 1915 die Stuttgarter Kunstgewerbeschule bei Daniel Stocker besuchen. Von 1915 bis 1916 besuchte sie die Frauenarbeitsschule, ehe sie sich ganz der Malerei widmete. Von 1916 bis 1921 belegte sie Kurse an der Stuttgarter Akademie bei Robert Pötzelberger und Arnold Waldschmidt. Ab 1917 nahm sie zusätzlich private Malstunden bei Josef Kerschensteiner, der ihren Stil nachhaltig prägte. Ab 1920 war sie Malschülern bei Heinrich von Zügel in Murrhardt.
Zu den wichtigsten Sujets Böklens gehörten Tierdarstellungen. Studienreisen führten sie unter anderem in die Zoologischen Gärten von Frankfurt, München, Berlin und Karlsruhe sowie nach Italien, wo sie ebenfalls Tiergärten und Aquarien mit ihrem Skizzenbuch aufsuchte. Schon 1917 hatte sie ihre erste Einzelausstellung im Württembergischen Kunstverein Stuttgart. Seit 1927 war sie Mitglied im Ausstellerverband des Stuttgarter Künstlerbundes und Mitglied im Württembergischen Malerinnenverein. Neben der Malerei war Böklen auch als Textildesignerin tätig.
Aus wirtschaftlichen Gründen emigrierte die Familie Ende der 1920er Jahre nach Australien, kehrte jedoch 1931 in die schwäbische Heimat zurück. Den rund zweijährigen Aufenthalt nutzte Hilde Böklen zum Studium der dortigen Flora und Fauna. 1945 war Hilde Böklen Mitglied im provisorischen Arbeitsausschuss des Bunds Bildender Künstlerinnen Württembergs, dem Rechtsnachfolger des Württembergischen Malerinnenvereins. Sie war bis zu ihrem Tod Mitglied.
Im Laufe ihres Lebens schuf Böklen über 2000 Ölbilder sowie Radierungen und Aquarelle. Erhalten haben sich auch mehr als 20 Skizzenbücher. Neben den Tierdarstellungen, hierunter vor allem Vögel und Raubkatzen, malte sie Zirkusszenen, Stillleben, Blumenbilder, Portraits und Landschaften. Ihr Stil blieb zeitlebens dem Realismus des 19. Jahrhunderts verhaftet.
Hilde Böklen war nicht verheiratet und lebte über viele Jahrzehnte im elterlichen Haus Arminstraße 13 in Stuttgart. Ihre letzten Lebensjahre verbrachte sie im Stuttgarter Mörikeheim.
Böklens Nachlass wird verwaltet von Elisabeth Schneider-Böklen in München.

## Ausstellungen (Auswahl)
Böklen hatte folgende Einzelausstellungen:
- 1977: Kunsthaus Fischer, Stuttgart
- 1979: Sonnenberg-Galerie, Stuttgart
- 1982: Kunstverein Villa Streccius, Landau in der Pfalz

## Werke
- Cornelie Lechler: Die Übernächsten. Ein Buch für Tierfreunde. Mit Zeichnungen von Hilde Böklen. Höhn, Ulm 1938, OCLC 72169033.
- Mein Onkel Ludwig Finkh. In: Ludwig Finckh zum 100. Geburtstag am 21.3.1976. Hess, Ulm 1976, S. 13–19.